# 2633 Bishop
A 2633 Bishop (ideiglenes jelöléssel 1981 WR1) a Naprendszer kisbolygóövében található aszteroida. Edward L. G. Bowell fedezte fel 1981. november 24-én.